# Salvatore Riina
« Riina » redirige ici. Pour les autres significations, voir Riina (homonymie).
 (mars 2023).
Si vous disposez d'ouvrages ou d'articles de référence ou si vous connaissez des sites web de qualité traitant du thème abordé ici, merci de compléter l'article en donnant les références utiles à sa vérifiabilité et en les liant à la section « Notes et références ».
Salvatore Riina, né le 16 novembre 1930 à Corleone et mort le 17 novembre 2017 à l’hôpital Maggiore de Parme, également connu sous le nom de Toto Riina et surnommé Totò u curtu « Toto le petit » ou « zù Totò » en dialecte sicilien, pour sa petite taille (158 cm) ou La belva « Le fauve », pour sa férocité, est l’un des parrains les plus influents et redoutés de la mafia sicilienne (Cosa nostra) et était l’homme le plus recherché d’Italie. 
Au cours de sa carrière criminelle, il a personnellement tué environ quarante personnes et est soupçonné d'avoir commandité les meurtres de 110 autres. Pendant les années 1980 et le début des années 1990, Riina et sa famille mafieuse, les Corleonesi, ont mené une impitoyable campagne de violence contre les truands rivaux et l'État italien avec l'assassinat des juges antimafia Giovanni Falcone et Paolo Borsellino à deux mois d'écart en 1992. Cette terreur répandue dans la population par la mafia a entraîné des mesures fermes des autorités, menant à la capture et à l'emprisonnement de Riina et de plusieurs de ses associés.
Capturé en 1993, condamné à perpétuité, il meurt d’un cancer en 2017 après avoir suscité l’émoi dans l’opinion publique quand sa possible libération fut évoquée pour raison de santé.

## Les débuts de l'activité criminelle
En 1943, Toto Riina perd son père Giovanni et son frère Francesco (âgé de 7 ans) alors qu'ils essayent d'extraire des explosifs d'une bombe américaine tombée dans une des terres dont ils sont propriétaires, pour ensuite la revendre ainsi que le métal. Après la mort du père, Totò devient de fait le chef de famille. En même temps il fait la connaissance de Luciano Liggio, lequel l'initie au vol du blé et à la pratique du pizzo chez les agriculteurs des zones adjacentes. Il commet un meurtre en son nom.
En 1950, à l'âge de 19 ans, il est condamné à 12 ans de prison pour homicide volontaire pour avoir tué une personne lors d'une dispute. Le 13 septembre 1956, après avoir effectué six ans de prison, il est libéré et retourne à Corleone où il reprend contact avec Luciano Liggio qui lui donne un rôle de premier plan dans ses différentes activités. Ils s'occupent principalement d'abattage clandestin. Avec eux opère aussi un certain Bernardo Provenzano, autre personnage principal ainsi que symbole de la mafia. Liggio et ses hommes travaillent pour le docteur Michele Navarra, le chef de la mafia de Corleone, avant que le groupe ne décide d'éliminer Navarra, le 2 août 1958, pour obtenir une position dominante au sein de la ville.
Riina est arrêté à Corleone, en décembre 1963, par un groupe de policiers dont le commissaire Angelo Mangano, connu pour être un des plus grands chasseurs de mafieux. Au moment de l'arrestation, il a sur lui un pistolet et une fausse pièce d'identité et se fait appeler Giovanni Grande.
Il passe plusieurs années en prison, où il fait la connaissance d'autres mafieux, avant d'être acquitté lors d'un procès à Catanzaro ou « procès des 114 » et de Bari en 1969.

## Ascension au sein deCosa nostra
Pendant les années 1970, Toto Riina, Luciano Liggio et Bernardo Provenzano commencent à asseoir leur pouvoir sur la ville de Palerme, où ils peuvent compter sur l'aide du maire Vito Ciancimino. À Palerme, Riina se fait plusieurs ennemis dont Stefano Bontate et Salvatore Inzerillo, mais il obtient aussi l'appui de chefs de premier plan comme Michele Greco et Pippo Calò. Pendant cette période Riina prend la place de Liggio, arrêté en 1974. Sous sa direction, le groupe augmente sensiblement son pouvoir financier, grâce au trafic de stupéfiants, aux appels d'offres publics de Palerme, à la contrebande de tabac, tout cela en partenariat avec les frères Nuvoletta, chefs de la mafia napolitaine (Camorra).
Le 16 avril 1974, il se marie avec Antonietta Bagarella (sœur de son ami d'enfance Calogero). Il a quatre enfants avec elle : Maria Concetta, Giovanni Francesco, Giuseppe Salvatore et Lucia.
Il peut compter sur quatre féroces tueurs : Pino Greco dit Scarpuzzedda, Mario Prestifilippo et Leoluca Bagarella, qui est son beau-frère, ainsi que sur Vito Vitale.

## Seconde guerre de la Mafia
Les principaux rivaux des Corleonesi sont Stefano Bontate, Salvatore Inzerillo et Gaetano Badalamenti, parrains de différentes familles puissantes de Palerme. Riina fait assassiner Bontate et Inzerillo, qui voulaient le tuer, ainsi que plusieurs associés et membres à la fois de leurs familles de sang et de leurs familles mafieuses ; ces meurtres entraînent la deuxième guerre de la mafia de 1981 à 1982 au cours de laquelle plus de mille assassinats sont commis, ce qui assoit la prise de pouvoir de Riina, des Corleonesi et de leurs alliés sur leurs rivaux. Dans cette « guerre », Riina ordonne aussi l'assassinat de la famille de Tommaso Buscetta, un mafieux palermitain condamné pour trafic de drogue, qui réussit à s'enfuir avec elle au Brésil.
En 1983, les Corleonesi ont pris le contrôle de la mafia, et les années suivantes voient encore leur influence s'accentuer lorsqu'ils éliminent leurs alliés, comme Filippo Marchese, Giuseppe Greco et Rosario Riccobono.
Alors qu'ils sont devenus le clan le plus puissant de Sicile, la tactique des Corleonesi se retourne contre eux quand, en 1984, Buscetta devient le premier mafieux sicilien d'envergure à devenir « collaborateur de justice » ou « repenti » (pentito), et coopère avec les autorités. Buscetta est issu d'une famille mafieuse perdante lors de la deuxième guerre de la mafia ; de nombreux membres de sa famille et amis ont été assassinés par les tueurs de Riina. Cela le pousse à vouloir coopérer avec les autorités, à la fois pour sauver sa vie et se venger de Riina. Buscetta est expulsé du Brésil et, à son retour en Italie, il passe un accord avec le juge Giovanni Falcone. Il témoigne au Maxi-Procès durant la moitié des années 1980. Cela entraîne l'emprisonnement de centaines de mafiosi. Riina est encore une fois condamné à la prison à vie lors du Maxi-Procès. Mais cela se fait en son absence car il est encore en fuite.
En 1989, Riina arrange l'assassinat d'un grand nombre de ses alliés, incluant le parrain de Ciaculli, Vincenzo Puccio, et ses deux frères. Apparemment, Vincenzo Puccio avait planifié de prendre la tête de la mafia sicilienne, mais les Corleonesi n'ont jamais pu vérifier ce fait.

## Règne en tant que « Capo dei Capi » deCosa nostra

### Une stratégie de la violence
Alors que ses prédécesseurs avaient fait en sorte de rester très discrets au point de faire douter les forces de l'ordre de l'existence de la mafia, Riina ordonne le meurtre de juges, de policiers et de procureurs dans le but de terrifier les autorités. Après que Pio La Torre, secrétaire du parti communiste italien en Sicile, a présenté un projet de loi instituant un délit de conspiration mafieuse dans le but de confisquer les avoirs de la mafia, ce projet reste bloqué au parlement durant deux ans et La Torre est assassiné le 30 avril 1982.
En mai 1982, le gouvernement italien envoie Carlo Alberto dalla Chiesa, général des carabiniers, pour anéantir la mafia. Cependant, peu de temps après son arrivée, le 3 septembre 1982, il est abattu avec sa femme, Emanuela Setti Carraro, et son garde du corps, Domenico Russo, dans le centre-ville de Palerme. En réponse à ce discrédit public devant l'incapacité de l’État à combattre l'organisation de Riina, la loi La Torre est votée 10 jours plus tard. Avec le témoignage du repenti Tommaso Buscetta, le pôle de magistrats antimafia incluant Falcone et Paolo Borsellino lance en septembre 1984 des mandats d'arrêt qui mèneront par la suite au Maxi-Procès contre 474 accusés mafieux.

#### Le massacre de Noël
Buscetta est le premier parrain mafieux sicilien à devenir un informateur (pentito) et à révéler que la mafia est une seule organisation dirigée par une commission ou Cupola (Coupole), établissant ainsi que le plus haut niveau des membres de la mafia était complice de tous les crimes de l'organisation. Dans le but de détourner les enquêteurs des révélations-clefs de Buscetta, Riina ordonne un acte terroriste. Le 23 décembre 1984, le train 904 Naples-Milan est plastiqué, tuant 17 personnes et en blessant 267 autres. Cet événement, surnommé « le Massacre de Noël » (Strage di Natale), fut initialement attribué à des extrémistes politiques et ce n’est que quelques années plus tard, lorsque la police découvrit des explosifs dans une cache de Giuseppe Calò, que l’implication de la Mafia dans l’attentat devint évidente.

#### Assassinats de Falcone et Borsellino
Riina et 360 autres mafieux sont condamnés à vie lors du Maxi-Procès. Cette condamnation est un échec pour Riina, bien qu'il soit déjà en fuite : il aspire en effet à profiter de sa grande richesse et à vivre en homme libre.
Riina plaçait ses espoirs dans la lenteur des procédures devant la cour d'appel, où l’on avait même vu des mafieux condamnés être libérés. Il suspend la campagne de meurtres contre les fonctionnaires alors que les affaires sont portées dans les cours supérieures. Les condamnations sont confirmées par la Cour Suprême en janvier 1992. Le conseil des parrains mafieux mené par Riina réagit en ordonnant l'assassinat de Salvatore Lima (bien qu'il soit un allié de Giulio Andreotti) et de Giovanni Falcone. Lima est assassiné le 12 mars 1992.
Le travail d’instruction du juge Giovanni Falcone et les poursuites engagées par son collègue Paolo Borsellino contre la Mafia en avaient fait instantanément des cibles de premier plan. Les deux juges voient ainsi dans le meurtre de Lima le signe d’un danger de mort imminent.
Le 23 mai 1992, Falcone, son épouse Francesca Morvillo et trois policiers sont assassinés dans l'attentat de Capaci, l'explosion d'une bombe placée sous l'autoroute A29, dans les environs de Palerme. Deux mois plus tard, Borsellino et cinq de ses gardes du corps sont tués par l'explosion d'une voiture piégée dans la via D'Amelio. Les deux attentats sont commandités par Totò Riina et exécutés par quelques-uns de ses tueurs. Ignazio Salvo, qui avait conseillé à Riina de tuer Falcone, est lui-même assassiné le 17 septembre. L'opinion publique est exaspérée envers la mafia mais aussi envers les hommes politiques, accusés de ne pas avoir assez protégé les deux juges du Maxi-procès. Le gouvernement italien décide alors d’engager une lutte massive contre la mafia.

### Allégation de négociation avec l'État: lePapello
Entre juin et octobre 1992, le commandant Mario Mori rencontre Vito Ciancimino pour proposer des négociations avec Cosa nostra afin de mettre un terme aux massacres qui ensanglantent Palerme. Selon Mori, il a accepté la rencontre pour débusquer certains fugitifs, mais Riina lui a répondu sous la forme d'un projet écrit, surnommé le Papello. Ce document liste 12 propositions, telles qu'adoucir les conditions d'incarcération, être détenu à proximité des familles, une modification de la loi sur la repentance ou la révision des sentences du Maxi-Procès.
La possibilité d'une négociation entre l'État et la mafia a été démentie par Mori lui-même. Cependant le 12 mars 2012, dans le jugement du procès de Francesco Tagliavia pour les massacres de 1992-1993, les juges ont écrit que la négociation entre l'État et Cosa nostra était « au moins initialement fixée [...] L'initiative a été prise par des représentants de l'État et non par des mafieux ».

## Capture et arrestation

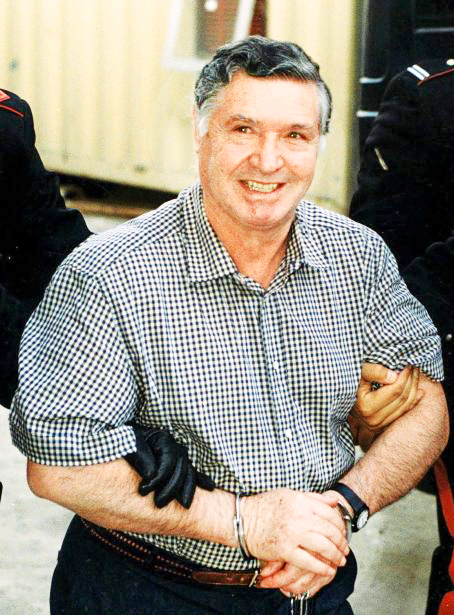
Totò Riina au moment de son arrestation

Le 15 janvier 1993, grâce aux informations d'un indicateur, les carabiniers arrêtent Totò Riina dans sa voiture en compagnie de son chauffeur, devant sa villa à Palerme. L'indicateur n’était autre que le chauffeur lui-même, Balduccio di Maggio, un mafieux ambitieux, mais qui avait abandonné femme et enfants pour sa maîtresse, ce qui lui était reproché par Riina, qui lui avait dit qu'il ne serait jamais parrain. Balduccio di Maggio, sachant que Riina ordonnait la mort des subordonnés qu'il ne jugeait pas assez sûrs, avait fui la Sicile et collaboré avec les autorités. Plusieurs de ses parents seront par la suite tués pour sa trahison. Riina aura été un fugitif durant 23 ans.
Riina prétend n'être qu'un pauvre comptable harcelé, et, dans son costume de piètre qualité, cet homme de 62 ans, beau parleur, a bien l'air de n'être que cela. Questionné sur la société dans laquelle il travaille, il répond qu'il n'en parlera pas pour ne pas salir la réputation de l'entreprise. Placé en détention, Riina reste poli et respectueux envers les officiers de police, et les remerciera plus tard de l'avoir bien traité, bien qu'il soit parvenu à les « prendre pour des imbéciles » en affirmant non seulement qu'il n'avait jamais entendu parler de la Mafia mais également en insistant sur le fait qu'il n'avait « aucune connaissance » du fait d'avoir été le fugitif le plus recherché de Sicile des 23 dernières années. D'autres témoignages indiquent néanmoins que Riina n'avait cessé de crier « communistes ! » aux policiers qui l'arrêtaient.

### Attaques terroristes
Le 14 mai 1993, l'animateur Maurizio Costanzo, qui menait publiquement une campagne antimafia et s'était félicité de l'arrestation de Riina, est victime de représailles mafieuses : il manque d'être tué par une bombe alors qu'il circulait avec sa compagne Maria De Filippi dans la rue Ruggero Fauro à Rome. 23 personnes sont blessées.  Le 27 mai 1993, une bombe sous la Torre dei Pulci à Florence tue cinq personnes. D'autres attaques contre des galeries d'art et des églises font dix morts et de nombreux blessés. Cette série d'attentats provoque l'indignation de la population italienne.
Certains enquêteurs estiment que la plupart de ceux qui ont perpétré ces meurtres pour Cosa nostra répondaient uniquement à l'appel de Leoluca Bagarella, qui est par conséquent considéré comme détenant plus de pouvoirs que Bernardo Provenzano, le successeur officiel de Riina. Provenzano aurait protesté contre les attaques terroristes, mais Bagarella aurait répondu sarcastiquement à Provenzano de porter une pancarte disant « Je n'ai rien à voir avec les massacres ».

### Controverses lors de sa cavale
La satisfaction du public lors de l'arrestation de Riina (un journal affiche la légende « Le Diable » sous la photographie de Riina) est tempérée lorsqu'il est révélé que, pendant ses 23 années de fuite, Riina a habité sa luxueuse maison de Palerme, a bénéficié de soins médicaux en raison de son diabète, et a enregistré ses quatre enfants sous leur vrai nom à l'hôpital local. Il s'est même rendu à Venise en lune de miel sans être inquiété. Beaucoup d'observateurs déclarent que les autorités n'ont arrêté Riina qu'en raison de la pression médiatique après les meurtres des juges Falcone et Borsellino, et interprètent la facilité avec laquelle Riina a berné la justice comme un exemple de l'apathie des autorités siciliennes dans la lutte contre la mafia.
Giovanni Brusca, un des tueurs de Riina, qui a personnellement fait exploser la bombe qui a tué Falcone et qui plus tard deviendra un informateur après son arrestation en 1996, donne une version controversée de la capture de Totò Riina : elle aurait été le fruit d'une transaction secrète entre des officiers des Carabinieri, des agents secrets et des parrains de Cosa nostra fatigués de la dictature des Corleonesi. Selon Brusca, Bernardo Provenzano a vendu Riina en échange de précieux documents compromettants que Riina détenait dans son appartement du 52 Via Bernini à Palerme.

## Procès et incarcération
Dans le passé, il a été condamné à deux perpétuités pour meurtre par contumace parce qu'il était fugitif, mais Riina est cette fois condamné à perpétuité en présence pour plus de 150 meurtres, dont ceux de Falcone et de Borsellino. En octobre 1993, 9 mois après sa capture, Riina est condamné à perpétuité pour avoir ordonné les meurtres de Vincenzo Puccio et de son frère Pietro. En 1998, Riina est à nouveau condamné à vie pour le meurtre de Salvo Lima, l'homme politique qui avait été suspecté de traiter avec la mafia et qui fut assassiné en 1992 pour ne pas avoir pu obtenir la libération de mafieux dans le Maxi-Procès du milieu des années 1980.
Riina sera détenu jusqu'à sa mort dans une prison de sécurité maximum avec des contacts limités avec le monde extérieur, afin d'éviter qu'il ne dirige son organisation de derrière les barreaux, comme certains de ses prédécesseurs l'avaient fait. En 1997, plus de 125 millions de dollars de capitaux appartenant à Riina ont été confisqués — probablement juste une fraction de son immense fortune illicite — ainsi que le vaste manoir où il a été arrêté à Palerme. Par suite d'une décision symbolique, ce manoir a été transformé en caserne pour gendarmes.
En 2003, Riina subit deux crises cardiaques, en mai et en décembre. En avril 2006, treize ans après son arrestation, il est jugé pour le meurtre d'un journaliste, Mauro De Mauro, disparu sans laisser de traces en septembre 1970. Un de ses amis proches, du clan des Corleonesi, Bernardo Provenzano, lui a succédé à la tête de l'organisation, jusqu'à ce qu’il soit arrêté le 11 avril 2006, dans une ferme située à quelques kilomètres de Corleone, après 43 années de cavale.

## Mariage et famille
Totò Riina s'est marié en 1974 avec la sœur cadette de Leoluca Bagarella, Antonietta, dite « Ninetta », qui a 13 ans de moins que lui. Quatre enfants sont nés de ce mariage. Ses deux fils,  Giovanni Riina, né le 21 février 1976, et Giuseppe Salvatore, né le 3 mai 1977, ont suivi ses traces et ont déjà été derrière les barreaux. En novembre 2001, à 24 ans, Giovanni Riina (it) a été condamné à vie pour 4 meurtres commis en 1995. Le 31 décembre 2004, le plus jeune fils de Riina, Giuseppe, a été condamné à quatorze années de prison pour différents crimes, y compris l'association de malfaiteurs, l'extorsion de fonds et le blanchiment d'argent. Il est sorti de prison une première fois le 19 février 2008, à l'issue du délai de détention préventive, puis une seconde fois le 2 octobre 2011, après avoir purgé la totalité de sa peine. Une de ses filles, Maria Concetta (née le 7 décembre 1974), a été élue représentante de classe dans son lycée. La dernière fille, Lucia, née le 11 avril 1980, ouvre en novembre 2017 un nouveau restaurant italien à Paris, dans le 8e arrondissement, qu'elle nomme le « Corleone ».

## Personnalité
En raison de son attitude réservée et évasive, Riina demeure un personnage énigmatique. Un collaborateur de justice, Antonino Calderone, le décrit comme étant « incroyablement ignorant, mais possédant une intuition et une intelligence difficiles à cerner… très dures à prévoir ». Il déclare que Riina était un beau parleur et un père et un mari dévoué. Riina était à la fois très persuasif et très sentimental. Dès son plus jeune âge, il révéla sa nature bestiale : il apprit rapidement à tromper ses parents, à effrayer ses camarades. À neuf ans, il affirma vouloir devenir le Diable, abandonna l'école primaire en quatrième année et resta d'une ignorance incroyable, capable de s'exprimer uniquement en dialecte, avec une philosophie simple et terrible : "si quelqu'un a mal à un doigt, mieux vaut lui couper le bras, ainsi on est plus en sécurité." Il suivait les codes simples et brutaux du monde ancien des campagnes siciliennes, où la force est la seule loi et où il n'y a pas de contradiction entre bonté personnelle et extrême férocité.
Une des anecdotes les plus étranges est celle de Riina récitant, en larmes, un éloge à l'enterrement d'un frère assassiné de Calderone, alors que c'était Riina lui-même qui avait commandité le meurtre. Calderone a également indiqué que, lorsque Riina voulut épouser Antonietta, la famille de cette dernière s'y était fermement opposée. Calderone cita Riina en disant : « Je ne veux aucune autre femme que ma Ninetta, et si elle [sa famille] ne me laisse pas l'épouser, je serai obligé d'en tuer certains ». La famille de Ninetta ne montra dès lors plus aucune opposition aux plans matrimoniaux de Riina.
Giovanni Brusca déclara que, en 1991 et début 1992, Totò Riina avait projeté l'exécution d'actes de terrorisme contre l'État pour obtenir l'arrêt de l'intensification de la lutte contre la mafia, y compris des actes tels que l'explosion de la tour de Pise. Brusca a également cité Riina en déclarant que les enfants des informateurs étaient des cibles légitimes. Ces déclarations furent confirmées un peu plus tard, lorsque Brusca, « Lo scannacristiani », séquestra pendant vingt-six mois, tortura puis fit étrangler, en janvier 1996, Giuseppe Di Matteo, le fils de 12 ans du repenti Santino Di Matteo.
Quoique les actions criminelles de Riina aient eu pour but l'acquisition de la richesse et de la puissance, sa cruauté, ses trahisons et l'énorme nombre de meurtres brutaux qu'il a commis furent excessifs même par rapport aux « normes » d'autres « hommes d'honneur ». Cela permet de penser qu'il était psychopathe, ou du moins qu'il a largement mérité ses surnoms dont La belva (Le fauve).

## Mort
Il meurt le 17 novembre 2017, un jour après son 87e anniversaire, alors qu'il est dans un coma artificiel après deux opérations chirurgicales dans l'unité médicale de la prison de Parme. Les causes de sa mort ne sont pas annoncées. Il n'est pas planifié d'obsèques publiques du fait que Riina est un mafieux condamné. Au moment de sa mort, il est toujours considéré comme étant à la tête de Cosa nostra, selon un magistrat.

## Liste de personnalités assassinées sur ordre de Totò Riina
(Liste sélective d'assassinats de personnalités politiques, de la justice et des médias)
Dans sa vague de meurtres contre l'État et tous ceux qui se sont opposés à Cosa nostra furent tués entre autres :
- Le journaliste Mauro De Mauro (1970)
- Le procureur de Palerme Pietro Scaglione (1971)
- Le lieutenant-colonel Giuseppe Russo (1977)
- Le journaliste Mario Francese (1979)
- L'homme politique Michael Reina (1979)
- Le capitaine de la brigade mobile Boris Giuliano (1979)
- Le magistrat et député Cesare Terranova (1979)
- Le maréchal de police Lenin Mancuso (1979), voir Cesare Terranova
- Le Président de la Région sicilienne Piersanti Mattarella (1980)
- Le capitaine des carabiniers Emanuele Basile (1980)
- Le député Pio La Torre (1982)
- Le préfet général Carlo Alberto dalla Chiesa (1982)
- Le policier Calogero Calotte (1982)
- Le juge Rocco Chinnici (1983)
- Le capitaine des carabiniers Mario D'Aleo (1983)
- Les commissaires Beppe Montana et Ninni Cassara (1985)
- Le juge Alberto Giacomelli (1988)
- Le juge Antonino Scopelliti (1991)
- L'entrepreneur Libero Grassi (1991)
- Les juges Giovanni Falcone et Paolo Borsellino (1992)

## Dans la culture populaire
- Corleone (Il capo dei capi), réalisée par Enzo Monteleone - série télévisée en six épisodes retraçant le parcours de Toto Riina.
- Le Traître (Il traditore), film italien réalisé par Marco Bellocchio et sorti en 2019, met en scène les révélations du repenti Tommaso Buscetta au juge Falcone pour l'aider à lutter contre Cosa nostra, Toto Riina est interprété par Nicola Calì.

### Documentaire
- Corleone, le parrain des parrains, réalisation Mosco Levi Boucault, France, 2013 (diffusion ARTE) (2 parties)